# إدغار بينيا
إدغار بينيا (بالإسبانية: Edgar Peña Parra) (و. 1960 – م) هو دبلوماسي، وعالم عقيدة، وكاهن كاثوليكي، من فنزويلا، ولد في ماراكايبو.

## مناصب
تولى منصب رئيس الاساقفة.

## التعليم
تعلم في الأكاديمية الكنسية البابوية ‏.